# Artemiusz (Snigur)
Artemiusz, imię świeckie Aleksandr Nikołajewicz Snigur (ur. 5 września 1962 w Dnieprodzierżyńsku) – rosyjski biskup prawosławny.

## Życiorys
W 1984 ukończył studia na uniwersytecie wojskowo-transportowym w Leningradzie, po czym został skierowany do służby w Ałmaty. W 1992 z powodu braku etatów został w stopniu kapitana przeniesiony do rezerwy. W latach 1992–1995 uczestniczył w budowie cerkwi Narodzenia Pańskiego w Ałma-Acie. W 1995 wstąpił jako posłusznik do Szartomskiego Monasteru św. Mikołaja w Wwiedieniju. 17 grudnia 1995 w soborze Przemienienia Pańskiego w Iwanowie został wyświęcony na diakona przez arcybiskupa iwanowskiego i kineszemskiego Ambrożego. 11 lutego 1996 ten sam hierarcha udzielił mu święceń kapłańskich. 31 marca 1996 złożył wieczyste śluby mnisze z imieniem Artemiusz, nadanym na cześć św. sprawiedliwego Artemiusza Wierkolskiego.
W listopadzie tego samego roku został przeniesiony do pracy duszpasterskiej w eparchii nowosybirskiej, gdzie zaangażował się w pracę misyjną i w organizację życia monastycznego. W 1997 został przełożonym monasteru św. Michała Archanioła w Małoirmience (od 1998 przeniesiony do Kozychy). Od 2004 kierował oddziałem architektonicznym eparchii, nadzorującym budowę nowych cerkwi. W tym samym roku ukończył w trybie zaocznym moskiewskie seminarium duchowne, zaś w 2008 w analogiczny sposób Moskiewską Akademię Duchowną.
22 marca 2011 Święty Synod Rosyjskiego Kościoła Prawosławnego nominował go na biskupa pietropawłowskiego i kamczackiego. 3 kwietnia 2011 otrzymał godność archimandryty. 10 kwietnia tego samego roku, w soborze Chrystusa Zbawiciela w Moskwie, miała miejsce jego chirotonia biskupia, w której wzięli udział patriarcha moskiewski i całej Rusi Cyryl, metropolici kruticki i kołomieński Juwenaliusz, sarański i mordowski Warsonofiusz, arcybiskupi kliński Longin, istriński Arseniusz, nowosybirski i berdski Tichon, wieriejski Eugeniusz, chabarowski i nadamurski Marek, biskupi zarajski Merkuriusz, dmitrowski Aleksander, sołniecznogorski Sergiusz, karagandyjski i szachtyński Sebastian.
W 2016 otrzymał godność arcybiskupią. Dwa lata później został przeniesiony na katedrę chabarowską i nadamurską. 3 stycznia 2019 r. otrzymał godność metropolity.